# Mathew Knowles & Music World Present Vol.1: Love Destiny
Mathew Knowles & Music World Present Vol.1: Love Destiny – kompilacja Destiny’s Child wydany w 2008 roku.

## Lista utworów
1. „Crazy in Love” (Beyoncé feat. Jay-Z)
2. „Dilemma” (Nelly feat. Kelly Rowland)
3. „Lose My Breath” (Destiny’s Child)
4. „Honesty” (Beyoncé)
5. „I Decided” (Solange)
6. „Déjà Vu” (Beyoncé feat. Jay-Z)
7. „I Told Ya So” (Solange)
8. „Like This” (Kelly Rowland feat. Eve)
9. „Independent Women Part I” (Destiny’s Child)
10. „We Break The Dawn (DJ Montay Remix)” (Michelle Williams feat. Flo Rida)
11. „Work” (Freemasons Radio Edit) (Kelly Rowland)
12. „Hello Heartbreak” (Michelle Williams)
13. „Survivor” (Destiny’s Child)
14. „Daylight” feat. Travis McCoy of Gym Class Heroes
15. „Say My Name” (Destiny’s Child)
16. „Irreplaceable” (Beyoncé)
17. „Check on It” (Beyoncé feat. Bun B and Slim Thug)
18. „Listen” (Beyoncé)
Utwory bonusowe
19. „This My Song” (Lady Lux)
20. „Midnight Train” (Lyfe Jennings feat. Shota Shimizu)